# Yumi Watanabe
Yumi Watanabe (渡邊 由美, 2 de juliol de 1970) és una exfutbolista japonesa.

## Selecció del Japó
Va debutar amb la selecció del Japó el 1988. Va disputar 19 partits amb la selecció del Japó. Ha disputat Copa del Món de 1991.

## Estadístiques
| Selecció del Japó | Selecció del Japó | Selecció del Japó |
| Anys              | Partits           | Gols              |
| ----------------- | ----------------- | ----------------- |
| 1988              | 2                 | 0                 |
| 1989              | 9                 | 2                 |
| 1990              | 6                 | 0                 |
| 1991              | 2                 | 0                 |
| Total             | 19                | 2                 |